# Li Zhanshu
Li Zhanshu (chiń. 栗战书; ur. 30 sierpnia 1950 w Pingshan w prow. Hebei) – chiński polityk. 
Należy do grupy etnicznej Han, od 1975 roku jest członkiem Komunistycznej Partii Chin.
W latach 1986–1990 sekretarz Komitetu Prowincjonalnego Ligi Młodzieży Komunistycznej w Hebei, od 1993 do 1998 był członkiem Stałego Komitetu Prowincjonalnego KPCh w Hebei (do 1997 także jego sekretarzem generalnym) oraz deputowanym do Ogólnochińskiego Zgromadzenia Przedstawicieli Ludowych.
Od 1998 do 2002 roku członek Stałego Komtietu Komitetu Prowincjonalnego KPCh w Shaanxi, następnie 2002-2004 sekretarz Komitetu Miejskiego w Xi’anie. W latach 2004–2007 wicegubernator prowincji Heilongjiang, następnie 2007-2008 p.o. gubernatora i 2008-2010 gubernator. W latach 2010–2012 sekretarz Komitetu Prowincjonalnego KPCh w prow. Guizhou.
W 2012 roku został członkiem Komitetu Centralnego KPCh i członkiem Biura Politycznego KC. W październiku 2017 wszedł w skład Stałego Komitetu Biura Politycznego KC KPCh. W latach 2018-2023 przewodniczący Stałego Komitetu Ogólnochińskiego Zgromadzenia Przedstawicieli Ludowych.